# 태사 쩐투도
《태사 쩐투도》(베트남어: Thái sư Trần Thủ Độ/太師陳守度 타이스 쩐투도[*])는 베트남의 텔레비전 드라마이다.

## 같이 보기
- 쩐투도